# Хорваты
Хорва́ты (хорв. Hrvati) — южнославянский народ, представители которого проживают в современной Хорватии, а также Боснии и Герцеговине, Словении, Сербии, США, Германии, Австрии, Аргентине, Австралии, Венгрии, Италии и других государствах.
Современные хорваты — это потомки белых хорватов и красных хорватов.
Одно из восточнославянских племён, проживавших в восточной Галиции (ныне Украина), называлось белые хорваты, а племена, проживавшие в Моравии и Словакии — чёрные хорваты. Общая численность 5,53 — 6,9 млн, в том числе в Хорватии — 4 млн, Боснии и Герцеговине — 650 тыс. Основная религия — католицизм. Язык — хорватский.

## Генетическая структура
Согласно исследованиям генетической структуры хорватского народа, в среднем хорваты имеют 37 % гаплогруппу I2. Столь высокие показатели (>30 %) характерны для Сербии и Боснии и Герцеговины. Далее 24 % в среднем гаплогруппы R1a, которая достигает высоких частот у балтов, поляков, белорусов, русских, украинцев (имеется у всех славян). В книге популяционного генетика Олега Балановского «Генофонд Европы» на карте генетических расстояний генетические ландшафты хорватов и боснийцев по Y-хромосоме практически неотличимы друг от друга.

## Этнографические и субэтнические группы
В прошлом для хорватов на разных территориях их расселения были характерны значительные этнографические различия — группы хорватов в той или иной области выделялись по языковым, культурным, бытовым и другим особенностям. Отчасти эти различия прослеживаются и в настоящее время. Вся этническая территория хорватов делится на три историко-этнографические области — Адриатическую (Приморье), Динарскую и Паннонскую. Чёткие границы между этими областями отсутствуют. Население каждой из областей также неоднородно. В пределах этих областей известны такие региональные группы хорватов, как загорцы, медьюмурцы, пригорцы, личане, фучки, чичи, буньевцы и другие. За пределами Хорватии выделяются такие обособленные в этнографическом плане группы, как градищанские хорваты на границе Австрии и Венгрии, молизские хорваты — в Италии, моравские хорваты — в Чехии, яневцы — в Косове, карашевцы — в Румынии, а также шокцы — в Венгрии, Сербии и Румынии.

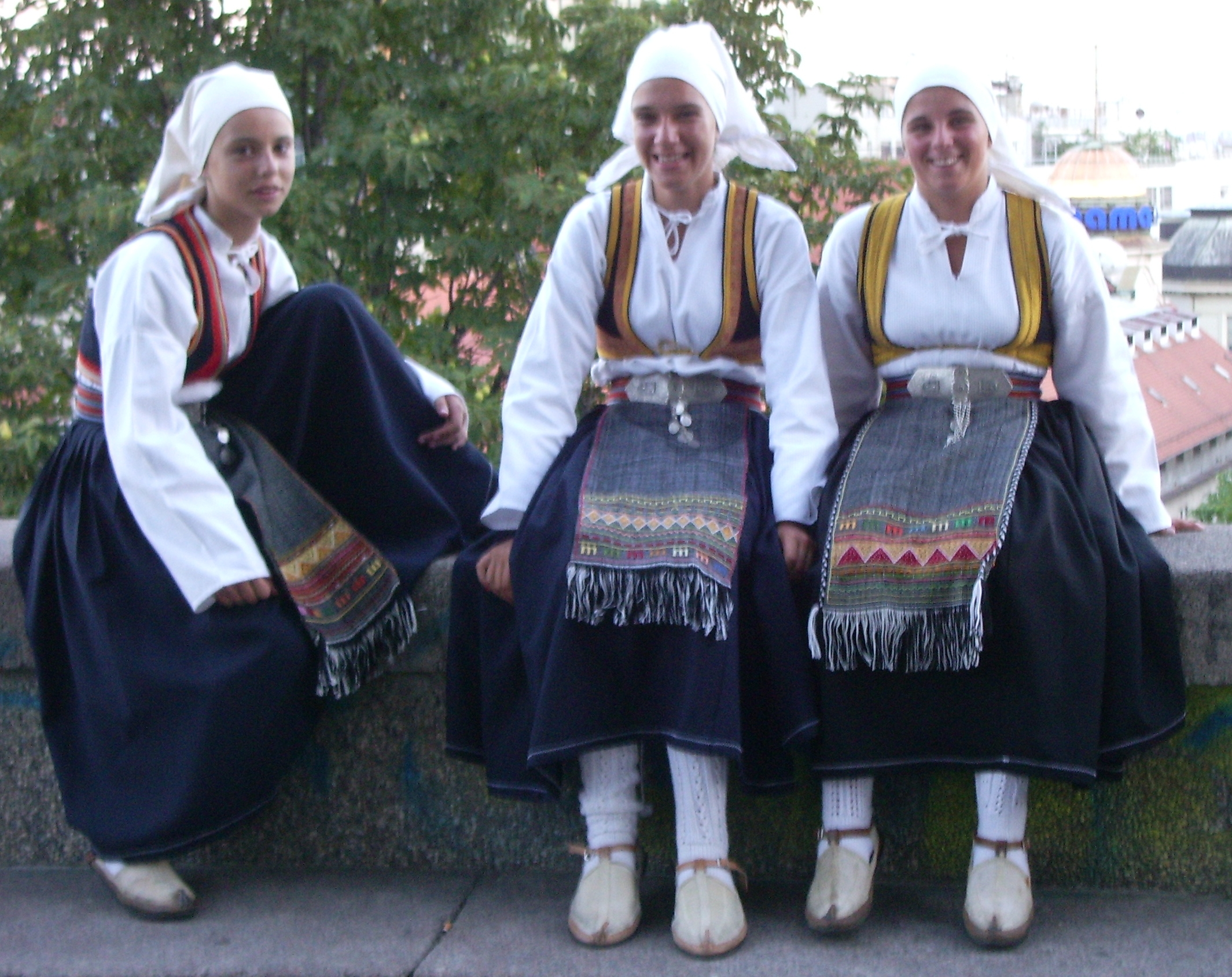
Хорватский национальный костюм
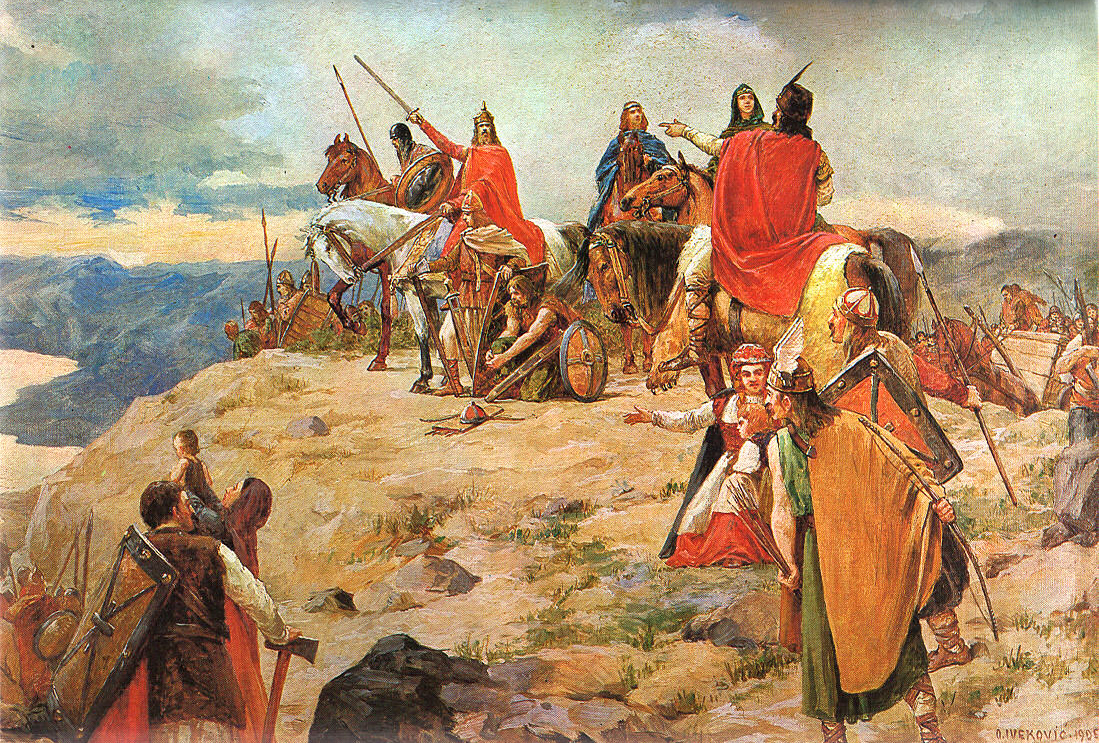
Прибытие хорватов к Адриатическому морю